# 客いじり
客いじり（きゃくいじり）とは、演者単体で完結する芸とは異なり、観客や観衆に対して何らかのアプローチを行うことで芸を成立させる芸能の手法、またはそのアプローチ。

## 概要
テレビ番組や屋外ロケーション撮影・ライブなどで観客と演者との距離が近い場合に、演者側から素人と交流をはかることで笑いや感動を誘うこと。
古くは旅役者の地方巡業（ドサ回り）、近年ではストリップ劇場の幕間やキャバレー営業等、寄席以外の（時に酔客相手の）場に於ける常套手段であった。客いじりのこういった歴史的観点から芸能として「邪道」であると批判する視聴者や芸人も少なくない。
客を楽しませるべき芸人が素人の手を借りることで「笑わせているのは芸人や演者ではなく客である」や「そこには芸人や演者自体の『芸』がない」とされる見方をされる場合もある。
しかし経験の無い素人から相応のリアクションを引き出すにはそれなりの技術が必要なのも事実であり、単調ないじり方ではすぐに飽きられてしまうことなどから、バラエティ番組などで客いじりを行うことはひとつの芸の技法であると認知され始めたという意見もある。
その一方で客いじりという技術を用いた見世物的価値ができたとされる見方を逆手に取り、素人に見せかけたサクラや関係者を動員して客いじりの「やらせ」を行う事がある。しかし、それでは客いじりの本来の技術とされる部分でさえ持たずに見世物をするために当初の客いじりという技術を使用した見世物的価値さえ併せ持たないと批判の的になる場合もある。

## 客いじりを得意とする芸人
- 四代目鈴々舎馬風 - 開口一番の「よく来たなァ」は、従来の寄席演芸のタブーを破るもので、その後に続く多くの芸人に活路を開く形になったが、賛否対立した。
- 暁伸・ミスハワイ - 伸が喉を傷め大声を出せなくなったため、浪曲漫才から客いじり主体に転向。
- 初代林家三平 - 客とのやり取りを前面に押し出した独特の芸風で、主にテレビで演芸番組のみならず大活躍したが、当時の落語協会会長・六代目三遊亭圓生に「浮き草」と酷評され冷遇される。
- ケーシー高峰 - 医事漫談の第一人者というよりむしろ、客いじりのみで成立する特異な芸。
- マギー司郎 - 木訥とした茨城弁と、ネタばらしマジックで客を煙に巻く。
- イジリー岡田 - その名の通り、客いじりから命名。
- 佐賀家喜昇・旭芳子 - 厳しい客からの罵倒に呼応したり、客に投げ銭をせがんだりして笑いを取った音曲漫才。
- 萩本欽一 - 浅草の舞台で修行していたころストリップの幕間に客いじりを始め、テレビでコント55号のコンビからソロ活動に移行してからは、『スター誕生!』で観客をステージに上げてのやり取りや『欽ドン!』で街中で一般人に声をかけて笑いを引き出すなどして人気を呼んだ[2]。

## 演劇における客いじり
通常、演劇では舞台と客席との間に主体と客体としての境界、すなわち舞台上をひとつの「異空間」として扱う暗黙の了解（第四の壁）が存在する。しかし演目によってはその「お約束」を打ち破り、舞台と切り離されているはずの観客に対してアプローチを行うメタフィクション的な手法が取られる場合がある。観客が舞台と一体化することで、舞台が演劇としての枠を踏み越えるかのような印象を与えるこの手法は効果的な反面、演劇の前提を破壊するため演目を選ぶ非常に限定的な技法といえる。